# Бзенець
Бзенець (також Бізенц, чеськ. Bzenec) — місто в південно-східній частині Моравії, однієї з історичних областей Чехії.

## Історія

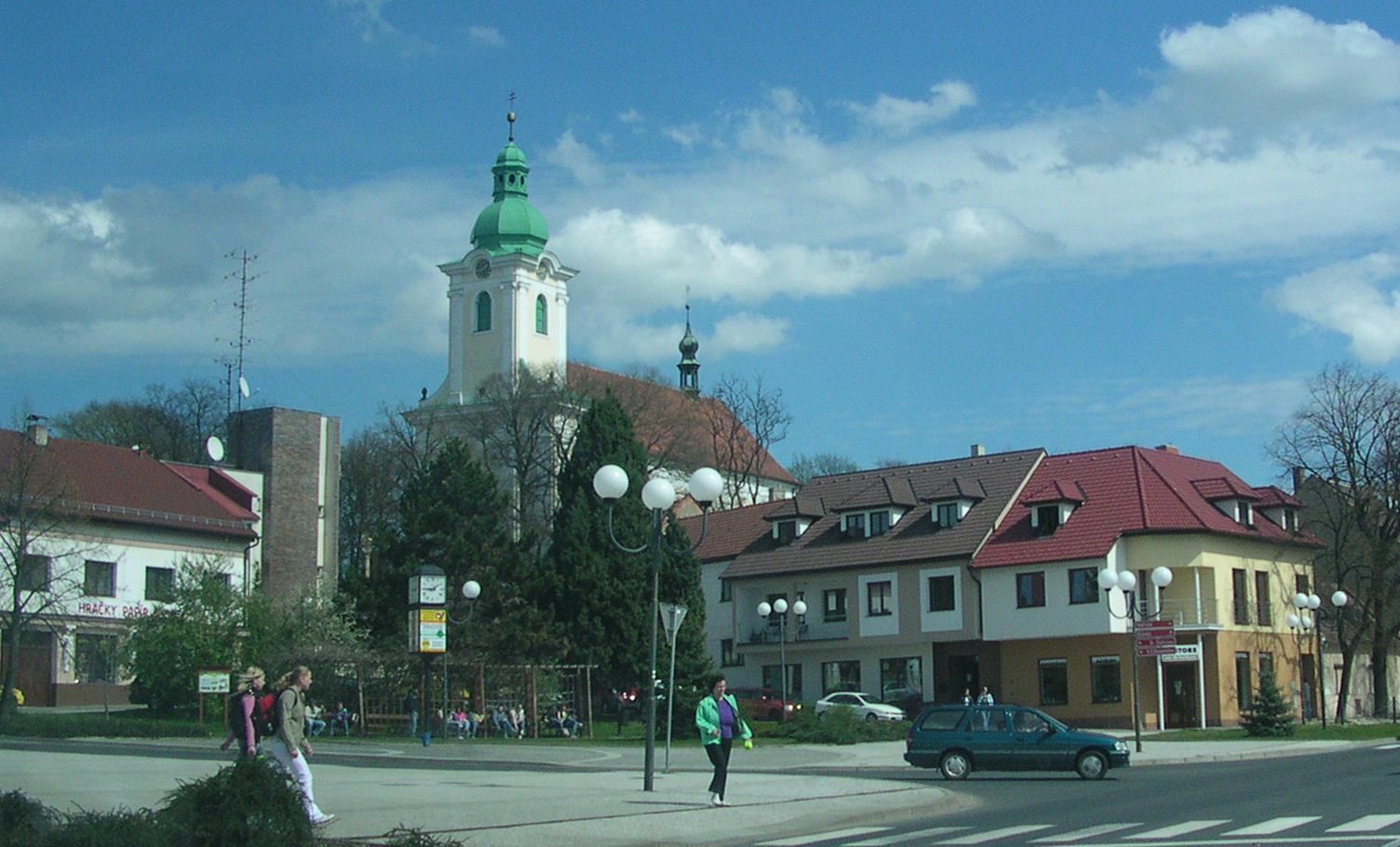
Центральна площа міста Бзенця

Перша писемна згадка сягає 1015 року, статус міста — з 1330. Під час воєн між Їржі з Подєбрад і Матвієм Корвіном в 1458 місто було повністю зруйноване і згодом стало власністю великих феодалів.
Євреї оселилися тут раніше XV століття. Маркграфи Моравії дозволили їм володіти власними виноградниками (згодом саме виноробство стало основним видом діяльності міста, а зроблене тут вино — одним з найкращих моравських вин). Євреї продовжували жити тут у XVI столітті; у 1604 були власниками лікарні, 32-х будинків і 17-ти особливих маленьких будиночків, «Hoferi Zidovisti». До 1742 бізенська єврейська громада входила до верхнього округу моравських громад (таких округів було три), тут були чотирикласне єврейське початкове училище і синагога (1863).

## Міста-побратими
- Егельн, Німеччина
- Мюр-Ериньє, Франція

## Населення
| Рік  | Чисельність | Чисельність |
| ---- | ----------- | ----------- |
| 1869 | 3874        | [ 4 ]       |
| 1880 | 3756        | [ 4 ]       |
| 1890 | 4225        | [ 4 ]       |
| 1900 | 4271        | [ 4 ]       |
| 1910 | 4468        | [ 4 ]       |
| 1921 | 4320        | [ 4 ]       |
| 1930 | 4562        | [ 4 ]       |

| Рік  | Чисельність | Чисельність |
| ---- | ----------- | ----------- |
| 1950 | 4137        | [ 4 ]       |
| 1961 | 4291        | [ 4 ]       |
| 1970 | 4013        | [ 4 ]       |
| 1980 | 4079        | [ 4 ]       |
| 1991 | 4113        | [ 4 ]       |
| 2001 | 4200        | [ 4 ]       |
| 2011 | 4251        | [ 4 ]       |

| Рік  | Чисельність | Чисельність |
| ---- | ----------- | ----------- |
| 2014 | 4303        | [ 5 ]       |
| 2016 | 4288        | [ 6 ]       |
| 2017 | 4293        | [ 7 ]       |
| 2018 | 4331        | [ 8 ]       |
| 2019 | 4361        | [ 9 ]       |
| 2020 | 4389        | [ 10 ]      |
| 2021 | 4442        | [ 11 ]      |

| Рік  | Чисельність | Чисельність |
| ---- | ----------- | ----------- |
| 2021 | 4294        | [ 12 ]      |
| 2022 | 4303        | [ 13 ]      |
| 2023 | 4565        | [ 14 ]      |
| 2024 | 4584        | [ 15 ]      |
| 2025 | 4561        | [ 2 ]       |

| Рік  | Чисельність | Чисельність |
| ---- | ----------- | ----------- |
| 1869 | 3874        | [ 4 ]       |
| 1880 | 3756        | [ 4 ]       |
| 1890 | 4225        | [ 4 ]       |
| 1900 | 4271        | [ 4 ]       |
| 1910 | 4468        | [ 4 ]       |
| 1921 | 4320        | [ 4 ]       |
| 1930 | 4562        | [ 4 ]       |

| Рік  | Чисельність | Чисельність |
| ---- | ----------- | ----------- |
| 1950 | 4137        | [ 4 ]       |
| 1961 | 4291        | [ 4 ]       |
| 1970 | 4013        | [ 4 ]       |
| 1980 | 4079        | [ 4 ]       |
| 1991 | 4113        | [ 4 ]       |
| 2001 | 4200        | [ 4 ]       |
| 2011 | 4251        | [ 4 ]       |

| Рік  | Чисельність | Чисельність |
| ---- | ----------- | ----------- |
| 2014 | 4303        | [ 5 ]       |
| 2016 | 4288        | [ 6 ]       |
| 2017 | 4293        | [ 7 ]       |
| 2018 | 4331        | [ 8 ]       |
| 2019 | 4361        | [ 9 ]       |
| 2020 | 4389        | [ 10 ]      |
| 2021 | 4442        | [ 11 ]      |

| Рік  | Чисельність | Чисельність |
| ---- | ----------- | ----------- |
| 2021 | 4294        | [ 12 ]      |
| 2022 | 4303        | [ 13 ]      |
| 2023 | 4565        | [ 14 ]      |
| 2024 | 4584        | [ 15 ]      |
| 2025 | 4561        | [ 2 ]       |

|  |